# زندگی پس از مرگ (مجموعه تلویزیونی)
زندگی پس از مرگ (انگلیسی: After Life) یک مجموعه تلویزیونی در ژانر کمدی سیاه و محصول شرکت نت‌فلیکس به کارگردانی ریکی جرویز است. فصل نخست این مجموعه مارس ۲۰۱۹ در ۶ اپیزود منتشر شد. فصل دوم نیز در آوریل ۲۰۲۰ در ۶ قسمت منتشر شد که با بازخورد خوب مخاطبان همراه بود. نت‌فلیکس در مه ۲۰۲۰ این مجموعه را برای فصل سوم و آخر تمدید کرد.

## داستان
داستان در شهر خیالی تامبری اتفاق می‌افتد و داستان «تونی جانسون» نویسنده روزنامه را دنبال می‌کند که پس از مرگ همسرش بر اثر سرطان سینه، زندگی‌اش زیر و رو می‌شود. او به خودکشی فکر می‌کند، اما در عوض تصمیم می‌گیرد زندگی‌اش را صرف مجازات دنیا برای مرگ همسرش با گفتن و انجام هر کاری که می‌خواهد صرف کند، صرف‌نظر از اینکه این کار چه احساسی در دیگران ایجاد می‌کند. اگرچه او این را به عنوان «ابر توانایی» خود می‌پندارد، اما وقتی اطرافیانش به او ترحم می‌کنند و سعی می‌کنند از او فرد بهتری بسازند، نقشه‌اش خدشه‌دار می‌شود.

## بازیگران و شخصیت‌ها

### نقش‌های اصلی
ریکی جرویز در نقش تونی جانسون، مسئول داستان‌های بلند روزنامه محلی تامبری گازت. پس از مرگ همسرش افسرده شده و دست به خودکشی زده است
تام بسدن در نقش مت برادن، برادرزن تونی و رئیس روزنامه تامبری
تونی وی در نقش لنی، عکاس روزنامه
دایان مورگان در نقش کت، مدیر تبلیغات روزنامه
ماندیپ دیلون در نقش سندی، یک روزنامه‌نگار تازه استخدام شده (سری ۱ تا ۲)
کری گادلیمن در نقش لیزا جانسون، همسر متوفی تونی، در فلاش بک‌ها و ویدیوهای خانگی تونی دیده می‌شود.
اشلی جنسن در نقش اما، پرستار خانه سالمندانی که پدر تونی در آن ساکن است.
پل کی در نقش روان‌پزشک، روان‌پزشک غیرمتعارف و بی کفایت تونی و مت (سری ۱–۲)
پنلوپه ویلتون در نقش آن، تونی بیوه‌ای در قبرستان محلی ملاقات می‌کند که برای مشکلات تونی توصیه‌های حکیمانه‌ای می‌کند.
جو ویلکینسون در نقش پت ("پت پستچی")، پستچی تونی
Roisin Conaty در نقش دافنه / "Roxy"، یک کارگر جنسی که با تونی دوست می‌شود. یک "تارت با قلب". (سری ۱–۲)
دیوید بردلی در نقش ری جانسون، پدر تونی، که مبتلا به زوال عقل است (سری ۱–۲؛ سری مهمان ۳)
تیم پلستر در نقش جولیان کین، یک معتاد به مواد مخدر که توسط مت استخدام شده است تا روزنامه را به مشتریان تحویل دهد (سری ۱)
دیوید ارل در نقش برایان گیتینز، عروسک گردان و کمدین استندآپ احتکار کننده و خودخوانده. بالاتر از همه، او می‌خواهد در روزنامه محلی ظاهر شود (سری ۲–۳؛ سری ۱ تکراری)
جو هارتلی در نقش جون، دوست دختر لنی و مادر جیمز (سری ۲–۳؛ سری ۱ تکراری)
اتان لارنس در نقش جیمز، پسر جون، که به دنبال کسب تجربه کاری در روزنامه است (سری ۲–۳؛ سری ۱ تکراری)
کالین هولت در نقش کن اتلی، رئیس شرکت نمایش آماتور محلی و سوپراستار بی‌نظیر نمایش بیز (سری ۳؛ سریال تکراری ۲)
کت هیوز در نقش کولین، نیروی جدید استخدامی در روزنامه به جای سندی (سری ۳؛ سری مهمان ۱)

### نقش‌های فرعی
آنتی در نقش برندی، سگ تونی و لیزا. بهترین دوست تونی و دلیلی برای ادامه زندگی
میشل گرینیج در نقش والری، مسئول پذیرش روزنامه
تامی فینیگان در نقش جورج برادن، پسر مت و جیل، برادرزاده و فرزندخوانده تونی
توماس باستبل در نقش رابی، همکلاسی و قلدر اصلاح شده جورج
لورا پچ در نقش جیل برادن، همسر مت (سری ۲–۳؛ سری مهمان ۱)
تریسی آن اوبرمن در نقش ربکا، زنی که تونی با او قرار ملاقات می‌گذارد و بعداً در یک کارگاه نمایشی آماتور ظاهر می‌شود (سری ۲؛ سری مهمان ۱، ۳)
پیتر ایگان در نقش پل، مالک نیمه بازنشسته روزنامه (سری ۲–۳)
رابرت وودهال در نقش کالین، یک تاجر میلیونر خودساخته که کت به او اجازه می‌دهد با رولز رویس خود او را به اطراف ببرد (سری ۲ تا ۳)
بیل وارد در نقش سیمون، عاشق جدید اما، که تونی از او بدش نمی‌آید (سری ۲)
مهمان
بازیگران مهمان
آنت کرازبی در نقش رزماری، زنی ۱۰۰ ساله که تونی پس از اینکه تلگرامی از ملکه دریافت می‌کند، تونی با او مصاحبه می‌کند (سری ۲)
هالی دمپسی در نقش زن جراحی پلاستیک، زنی معتاد به جراحی پلاستیک (سری ۲)
جو انرایت در نقش ورا، زنی که با شوهرش تاب بازی می‌کند (سری ۳)
کیت رابینز در نقش پنی (سری ۳)

## فصل‌ها
| سری | تعداد اپیزودها | تعداد اپیزودها | تاریخ انتشار   | تاریخ انتشار   |
| --- | -------------- | -------------- | -------------- | -------------- |
| ۱   | ۶              | ۶              | ۸ مارس ۲۰۱۹    | ۸ مارس ۲۰۱۹    |
| ۲   | ۶              | ۶              | ۲۴ آوریل ۲۰۲۰  | ۲۴ آوریل ۲۰۲۰  |
| ۳   | ۶              | ۶              | ۱۴ ژانویه ۲۰۲۲ | ۱۴ ژانویه ۲۰۲۲ |

### فصل 1 (2019)
| No.overall | No. in season | عنوان       | نویسنده و کارگردان | تاریخ انتشار |
| ---------- | ------------- | ----------- | ------------------ | ------------ |
| ۱          | ۱             | "Episode 1" | Ricky Gervais      | ۸ مارس ۲۰۱۹  |
| ۲          | ۲             | "Episode 2" | Ricky Gervais      | ۸ مارس ۲۰۱۹  |
| ۳          | ۳             | "Episode 3" | Ricky Gervais      | ۸ مارس ۲۰۱۹  |
| ۴          | ۴             | "Episode 4" | Ricky Gervais      | ۸ مارس ۲۰۱۹  |
| ۵          | ۵             | "Episode 5" | Ricky Gervais      | ۸ مارس ۲۰۱۹  |
| ۶          | ۶             | "Episode 6" | Ricky Gervais      | ۸ مارس ۲۰۱۹  |

### فصل 2 (2020)
| No.overall | No. in season | عنوان       | نویسنده و کارگردان | تاریخ عرضه    |
| ---------- | ------------- | ----------- | ------------------ | ------------- |
| ۷          | ۱             | "Episode 1" | Ricky Gervais      | ۲۴ آوریل ۲۰۲۰ |
| ۸          | ۲             | "Episode 2" | Ricky Gervais      | ۲۴ آوریل ۲۰۲۰ |
| ۹          | ۳             | "Episode 3" | Ricky Gervais      | ۲۴ آوریل ۲۰۲۰ |
| ۱۰         | ۴             | "Episode 4" | Ricky Gervais      | ۲۴ آوریل ۲۰۲۰ |
| ۱۱         | ۵             | "Episode 5" | Ricky Gervais      | ۲۴ آوریل ۲۰۲۰ |
| ۱۲         | ۶             | "Episode 6" | Ricky Gervais      | ۲۴ آوریل ۲۰۲۰ |

### فصل 3 (2022)
| No.overall | No. in season | عنوان       | نویسنده و کارگردان | تاریخ عرضه     |
| ---------- | ------------- | ----------- | ------------------ | -------------- |
| ۱۳         | ۱             | "Episode 1" | Ricky Gervais      | ۱۴ ژانویه ۲۰۲۲ |
| ۱۴         | ۲             | "Episode 2" | Ricky Gervais      | ۱۴ ژانویه ۲۰۲۲ |
| ۱۵         | ۳             | "Episode 3" | Ricky Gervais      | ۱۴ ژانویه ۲۰۲۲ |
| ۱۶         | ۴             | "Episode 4" | Ricky Gervais      | ۱۴ ژانویه ۲۰۲۲ |
| ۱۷         | ۵             | "Episode 5" | Ricky Gervais      | ۱۴ ژانویه ۲۰۲۲ |
| ۱۸         | ۶             | "Episode 6" | Ricky Gervais      | ۱۴ ژانویه ۲۰۲۲ |

## ماجرا
تونی که پس از مرگ همسرش بر اثر سرطان سینه زندگی‌اش بهم ریخته است. به خودکشی فکر می‌کند، اما در عوض تصمیم می‌گیرد به اندازه کافی زندگی کند تا با گفتن و انجام هر چه می‌خواهد دنیا را برای مرگ همسرش مجازات کند. اگرچه او به این موضوع به عنوان " ابرتوانایی " خود نگاه می‌کند، همه افراد دور و برش سعی می‌کنند او را به شخصیت بهتری تبدیل کنند و بدین ترتیب نقشهٔ اولیهٔ او خراب می‌شود.

## تولید

### توسعه
در ۹ مه ۲۰۱۸، اعلام شد که نتفلیکس به تولید سفارش سریال برای فصل اول شامل شش قسمت داده است. این سریال توسط ریکی جرویز، که تهیه‌کننده اجرایی نیز هست، در کنار چارلی هانسون ساخته و کارگردانی شد. در ۱۴ ژانویه ۲۰۱۹، اعلام شد که این سریال در ۸ مارس ۲۰۱۹ پخش خواهد شد. همچنین اعلام شد که دانکن هیز به عنوان یک تهیه‌کننده اجرایی دیگر و هانسون در واقع به عنوان تهیه‌کننده فعالیت خواهد کرد. در ۳ آوریل ۲۰۱۹، اعلام شد که سریال برای فصل دوم تمدید شد، که در ۲۴ آوریل ۲۰۲۰ برای اولین بار پخش شد. در ۶ مه ۲۰۲۰، سریال برای فصل سوم تمدید شد، اولین باری که یک سریال داستانی ساخته شده توسط Gervais (به استثنای قسمت‌های ویژه) بیش از دو فصل تمدید شد.
هانسون در طول فیلمبرداری فصل سوم از سمت خود در سریال تعلیق شد، زیرا یازده زن گفتند که او بین سال‌های ۲۰۰۸ تا ۲۰۱۵ مرتکب سوءرفتار جنسی و تجاوز علیه آنها شده است. بلافاصله او را از تولید خارج کردیم و موضوع را به پلیس ارجاع دادیم.» جرویز اظهار داشت که از اطلاع از این اتهام‌ها «شکه و وحشت زده شده بود» و هانسون ادعا کرد که آنها «به‌طور آشکار نادرست» از اطلاعات داده شده به او بودند.

### بازیگران
با اعلام سفارش ساخت سریال، مشخص شد که جرویز در آن بازی خواهد کرد. در ۵ ژوئیه ۲۰۱۸، پنلوپه ویلتون، دیوید بردلی، اشلی جنسن، تام بسدن، تونی وی، دیوید ارل، جو ویلکینسون، کری گادلیمن، مندیپ دیلون، جو هارتلی، رویسین کاناتی و دایان مورگان به بازیگران پیوستند.

### فیلمبرداری
طبق گزارش‌ها، عکاسی اصلی سری اول در ژوئیه ۲۰۱۸ در لندن آغاز شد. این سریال در Hampstead, Hemel Hempstead, Beaconsfield، و Camber Sands در شرق ساسکس فیلمبرداری شد.
سری سوم After Life در آوریل ۲۰۲۱ شروع به تولید کرد و در ژوئن ۲۰۲۱ به پایان رسید.

### استفاده از نقاشی بومی
پس از انتشار فصل ۱، مشخص شد که یک کپی از یک نقاشی ۱۹۸۷ توسط هنرمند بومی استرالیایی Warlimpirrnga Tjapaltjarri، که توسط هنرمندی که در سال ۱۹۹۹ برای یک شرکت لوازم جانبی سفارش داده شده بود، ساخته شده بود، به‌طور برجسته در چندین صحنه نمایش داده شده است. . شرکت Gervais با پرداخت غرامت برای استفاده از کپی اثر، با عنوان Tingarri Dreaming، و همچنین هزینه ای برای استفاده مداوم از اثر در فصل ۲ موافقت کرد. en:After Life (TV series)#cite note-14

## استقبال از سریال

### پاسخ انتقادی

#### سری ۱
سری اول پس از انتشار بازخوردهای متفاوت تا مثبتی دریافت کرد. در Rotten Tomatoes، دارای امتیاز کلی ۷۳٪ با میانگین امتیاز ۶٫۶/۱۰ بر اساس ۴۵ بررسی است. اجماع انتقادی سایت می‌گوید: «بعد از فصل اول زندگی، بین کمدی تاریک و درام تأثیرگذار، پراکنده می‌شود، اما بازی کوبنده ریکی جرویز جنبه‌های جدیدی از استعداد بازیگر را روشن می‌کند». متاکریتیک، که از میانگین وزنی استفاده می‌کند، بر اساس ۱۵ منتقد، امتیاز ۵۹ از ۱۰۰ را به سری اول اختصاص داد که نشان‌دهنده «بررسی‌های مختلط یا متوسط» است. en:After Life (TV series)#cite note-MC1-16
مریل بار از فوربس در مورد این مجموعه گفت: «به‌طور کلی، After Life صد در صد سریالی است که باید آن را بررسی کرد. این پروژه ای است که مردم ریکی جرویز برای مدت طولانی برای آن التماس می‌کردند.» که After Life یک مهمانی دلهره‌آور و طعنه‌آمیز برای خود ترحم‌آمیز است که همچنین می‌تواند - در یک ترفند جادویی که شاید فقط جرویز قادر به انجام آن باشد - دائماً به برتری فکری قهرمان خود اشاره کند و اینکه «به عنوان یک مراقبه معنی‌دار دربارهٔ غم و اندوه، در بدو ورود مرده است». en:After Life (TV series)#cite note-22

#### سری ۲
سری دوم به‌طور کلی نقدهای مثبتی از منتقدان دریافت کرد. در Rotten Tomatoes، بر اساس ۳۱ بررسی، دارای رتبه تأیید تازه ۷۷٪ با میانگین امتیاز ۶٫۸/۱۰ است. اجماع انتقادی این سایت می‌گوید: «اگرچه فصل دوم زندگی پس از تأیید وجود خود تلاش می‌کند، اما برای هرکسی که مشتاق طنز اندیشمندانه‌تر است، یک ورودی محکم است.» متاکریتیک به سری دوم امتیاز ۶۲ از ۱۰۰ را اختصاص داد. بر روی ۶ منتقد، نشان دهنده «بررسی‌های عمومی مطلوب».[۱۸] بی‌بی‌سی پاسخ‌های متفاوتی را از سوی منتقدان گزارش کرد.[۲۳] اد کامینگ از ایندیپندنت نوشت: «تمام چیزی که من می‌بینم سریالی است که دائماً به دنبال راه حل‌های آسان است» و اینکه «فیلمنامه عادت دارد از فحش دادن در جایی که یک شوخی باید باشد استفاده کند». en:After Life (TV series)#cite note-24

#### سری ۳
سری سوم نقدهای متفاوتی دریافت کرد. در Rotten Tomatoes، ۵۸٪ نظرات مثبت با میانگین امتیاز ۶ از ۱۲ منتقد دارد. متاکریتیک بر اساس ۷ منتقد، امتیاز ۴۴ از ۱۰۰ را به سری سوم اختصاص داد که نشان دهنده «بررسی‌های مختلط یا متوسط» است. لوئیس چیلتون برای ایندیپندنت به این سریال ۲/۵ ستاره داد و اضافه کرد که این سریال «توسط احساسات گرایی غرق شده است». en:After Life (TV series)#cite note-25 برایان لوری برای CNN سریال را «تحسین‌برانگیز» و «عجیب» خواند، اما احساس کرد «در تحلیل نهایی، نمایش هرگز به‌طور کامل فراتر از جذابیت اولیه فرضیه خود [پیشرفت] پیش نمی‌رود». رادیو تایمز به آن ۳/۵ ستاره و NME امتیاز ۴/۵ ستاره به آن داد و اضافه کرد که سریال «بالا» به پایان رسیده است. نویسنده نقد، جیمز مک ماهون، احساس کرد که صحنه پایانی سریال «متحرک و تکان دهنده [...] در میان بزرگ‌ترین آثار خالق آن است». en:After Life (TV series)#cite note-28

## بازخورد
فصل اول پس از انتشار نظرات مثبتی را دریافت کرد. این سریال در راتن تومیتوز دارای امتیاز ۷۳٪ است، بر اساس ۴۵ نقد و میانگین امتیاز ۶٬۵ / ۱۰.

## افتخارها
| جایزه                      | تاریخ برگزاری مراسم | دسته‌بندی                                         | دریافت کننده    | نتیجه     |  |
| -------------------------- | ------------------- | ------------------------------------------------ | --------------- | --------- |  |
| AACTA International Awards | ۸ دسامبر ۲۰۲۱       | International Award for Best Comedy Series       | After Life      | Nominated |  |
| National Film Awards UK    | ۱ ژوئیه ۲۰۲۱        | Best Screenplay in a TV Series                   | After Life      | Won       |  |
| National Film Awards UK    | ۱ ژوئیه ۲۰۲۱        | Best Actor in a TV Series                        | Ricky Gervais   | Nominated |  |
| National Film Awards UK    | ۱ ژوئیه ۲۰۲۱        | Best Actress in a TV Series                      | Mandeep Dhillon | Nominated |  |
| National Television Awards | ۹ سپتامبر ۲۰۲۱      | Best Comedy                                      | After Life      | Won       |  |
| Satellite Awards           | ۱۵ فوریه ۲۰۲۱       | Best Actor – Television Series Musical or Comedy | Ricky Gervais   | Nominated |  |
| National Television Awards | ۱۳ اکتبر ۲۰۲۲       | Best Comedy                                      | After Life      | Won       |  |

## نیمکت‌ها
نتفلیکس با کمپین خیریه پیشگیری از خودکشی، کمپین علیه زندگی بدبختانه (CALM) در یک طرح بهداشت روانی برای نصب نیمکت‌های پارک در مورد بریتانیا همکاری کرده است. en:After Life (TV series)#cite note-35
نیمکت نمادین فضای هر سه سریال است که در آن آن، با بازی پنه لوپه ویلتون، در کنار شخصیت جروایس، تونی، برای گفتگوهای الهام گرفته از همدلی می‌نشیند.
ریکی جرویز در اصل اهل ریدینگ است، جایی که یک نیمکت در گورستان جاده هنلی نصب شده است. en:After Life (TV series)#cite note-37
امیدواریم این نیمکت‌ها میراثی ماندگار برای After Life ایجاد کنند و همچنین مکانی برای بازدید مردم شوند.
| محل                        | منطقه        |
| -------------------------- | ------------ |
| Victoria Park              | Ashford      |
| Sydney Gardens             | Bath         |
| Cofton Park                | Birmingham   |
| Ashton Court               | Bristol      |
| Parc Ceff Onn              | Cardiff      |
| Victoria Park              | Cardiff      |
| Calton Hill                | Edinburgh    |
| Gyllngdune Gardens         | Falmouth     |
| Glasgow Green              | Glasgow      |
| Stanley Park               | Liverpool    |
| Woolton Walled Gardens     | Liverpool    |
| Highgate Wood              | London       |
| Parliament Hill            | London       |
| Queens Park                | London       |
| Ravenscourt Park           | London       |
| Rookery Gardens & Woodland | London       |
| York House Gardens         | London       |
| Wythenshawe Park           | Manchester   |
| Blenheim Gardens           | Minehead     |
| Exhibition Park            | Newcastle    |
| Aboretum                   | Nottingham   |
| Highfields Park            | Nottingham   |
| Henley Road Cemetery       | Reading      |
| Lightwater Country Park    | Surrey Heath |
| Vivary Park                | Taunton      |